# Дорошовка (Ямпольский район, Сумская область)
Дорошовка (укр. Дорошівка) — село,
Дорошовский сельский совет,
Ямпольский район,
Сумская область,
Украина.
Код КОАТУУ — 5925680801. Население по переписи 2001 года составляло 316 человек .
Является административным центром Дорошовского сельского совета, в который, кроме того, входят сёла
Василец,
Дорошенково,
Косинское,
Палащенково и
Романьково.

## Географическое положение
Село Дорошовка находится на правом берегу реки Кремля,
выше по течению примыкает село Косинское,
ниже по течению на расстоянии в 6 км расположен посёлок Неплюево.
К селу примыкает большой лесной массив (дуб, сосна).
Через село проходит автомобильная дорога Т-1915.

## История
- Село Дорошовка основано в начале второй половины XVII века воронежским казаком Григорием Дорошенко.

## Экономика
- ООО «Мрия».

## Объекты социальной сферы
- Школа І-ІІ ст.
- Дом культуры.
- Фельдшерско-акушерский пункт.